# Border Village
Border Village é uma localidade situada no estado australiano da Austrália Meridional, dentro da cidade de Nullarbor, ao longo da rodovia Eyre, junto à divisa com a Austrália Ocidental.
O lugar foi estabelecido em 1993 pelo Comitê Consultivo de Nomes Geográficos da Austrália Meridional em função de uma sugestão do Clube Automotivo Real da Austrália Ocidental. Border Village se situa na extremidade ocidental dos penhascos que separam a Planície de Nullarbor da Grande Baía Australiana.
Logo depois da divisa, há um posto de controle de produtos agrícolas mantido pela Austrália Ocidental e um campo de golfe de pequeno porte.
Border Village é uma das poucas localidades australianas que usa oficiosamente a Hora Centro-Ocidental Australiana (Central Western Standard Time, CWST, UTC+8:45) e que, pela adoção desse horário não oficial, está fora da aplicação do horário de verão, comum ao restante da Austrália Meridional.